# Escapament

Un escapament de punt mort, usat en la major part dels rellotges de pèndol.

En els rellotges i en altres dispositius mecànics, el mecanisme d'escapament, o simplement escapament, és un dispositiu utilitzat per a regular el moviment rotacional dels pinyons i les busques, mitjançant el moviment oscil·latori d'un pèndol (o d'un volant).
És la font del característic  tic tac  que produeixen els rellotges mecànics. A cada oscil·lació s'allibera una dent de la roda d'escapament i això fa que el mecanisme del rellotge es mogui a impulsos successius i a una velocitat mitjana constant (isocronisme del pèndol).
L'escapament regula l'element que s'empra com a base de temps, usualment un pèndol o un volant compensador. L'energia rotacional s'obté d'un pes o d'un ressort enrotllat que fan girar l'engranatge primari. Sense l'escapament, el mecanisme complet perdria energia descontroladament. L'escapament, controlat pel moviment periòdic del pèndol o del volant, regula el moviment del conjunt, permetent l'escapament d'una quantitat fixa amb cada oscil·lació.

## Terminologia
| Anglès                                 | Català                                             | Castellà         | Francès             | Italià                | Alemany                            |
| -------------------------------------- | -------------------------------------------------- | ---------------- | ------------------- | --------------------- | ---------------------------------- |
| Verge and foliot                       | Agulla i esperit                                   | Verge y foliot   | Verge et foliot     | Verge e foliot        | Spindelhemmung                     |
| Anchor escapement                      | Escapament d'àncora (amb retrocés)                 | Escape de áncora | Échappement à ancre | Scappamento ad ancora | Hakenhemmung, Rückfallankerhemmung |
| Deadbeat escapement, Graham escapement | Escapament (d'àncora) de cop mort (sense retrocés) | Escape Graham    | Échappement Graham  | Scappamento di Graham | Grahamhemmung                      |

## Escapament català

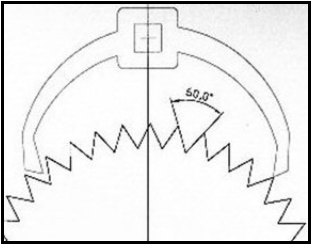
Croquis d'un escapament català.

Des dels inicis del segle xviii els rellotges catalans fabricats artesanalment compartien una característica única al món: les dents eren simètriques, amb els costats rectes i formant un angle de seixanta graus (com en un triangle equilàter).